# Jagerberg
Jagerberg je městys v rakouské spolkové zemi Štýrsko, v okrese Jihovýchodní Štýrsko.
K 1. lednu 2015 zde žilo 1 642 obyvatel.